# Rodolfo Bonacchi
Rodolfo Bonacchi (Agliana, 22 novembre 1938 – Agliana, 19 gennaio 2007) è stato un calciatore italiano, di ruolo attaccante.
È morto nel 2007 all'età di 69 anni.

## Carriera

### Club
Da ragazzo comincia a giocare nella Robur Agliana e, dopo aver iniziato la carriera nell'Aglianese e nell'Empoli, in cui era uno dei famosi ragazzi di Mauro Franceschini, il talent scout scomparso nel 1979 in circostanze misteriose, passo' nella stagione Serie B 1957-1958 al Lecco del presidente Ceppi. Fortissimo nel gioco aereo ed in acrobazia, nella sua militanza con i blucelesti giocò con campioni come István Nyers e Sergio Clerici, Julio Cesar Abbadie. Alla terza stagione in riva al Lario (1959-60) contribuì, con 9 reti all'attivo, alla prima promozione dei lombardi in Serie A.
In massima serie Bonacchi disputò un altro campionato ad alto livello, realizzando il 9 ottobre 1960 la prima99 rete del Lecco in A in occasione del successo interno col Padova e risultando con 6 reti all'attivo il miglior marcatore in campionato (a pari merito con Glauco Gilardoni e Clemente Gotti), contribuendo alla salvezza finale, ottenuta nel triplice spareggio con Bari e Udinese, con una rete nel pareggio contro i friulani.
A fine stagione passò proprio al Bari, appena retrocesso in Serie B, dove rimase due anni, contribuendo, nella stagione 1962-63, con 5 reti in soli 10 incontri disputati,, al ritorno dei pugliesi in massima serie. Da ricordare anche che nel 1962 partecipò alla Coppa delle Alpi (allora torneo internazionale) in prestito all'Alessandria per due partite, segnando una rete al Chiasso. Bonacchi restò tuttavia fra i cadetti, trasferendosi al Potenza, con cui disputò altre due stagioni in B, per poi chiudere la carriera professionistica alla Pistoiese in serie C, dove da attaccante si trasformò in libero; come ultima partita vinse con la Pistoiese lo spareggio a Lucca contro il Pontedera per 4-1 che permise agli arancioni di mantenere la categoria.
In carriera totalizzò complessivamente 24 presenze e 6 reti in Serie A e 165 presenze e 46 reti in Serie B.
Chiusa la carriera di calciatore professionista nella squadra arancione, prese il diploma di allenatore a Coverciano, svolgendo attività limitata a livello dilettantistico.

### Nazionale
Nel periodo in cui vestiva la maglia del Lecco ottenne una presenza nella nazionale cadetti, il 7 maggio 1959 a San Siro davanti a 70.000 spettatori contro l'Inghilterra. In quella squadra giocavano alcuni nomi famosi, quali Bruno Bolchi, Mario Corso, Sergio Carpanesi, Aristide Guarneri, Mino Favini, Roberto Anzolin. Nel 1960 fu convocato nella Nazionale olimpica azzurra, ma a causa di uno strappo muscolare in allenamento dovette rinunciare ai Giochi Olimpici di Roma.